# Marcus Barros
Marcus César Barros (nascido a 29 de abril de 1966) é um atleta de salto em comprimento brasileiro aposentado.
Ele ganhou uma medalha de ouro no Campeonato Sul-americano Júnior de 1983, uma medalha de bronze no Campeonato Sul-americano de 1983, uma medalha de prata no Campeonato Pan-Americano Júnior de 1984 e terminou em décimo segundo nos Jogos Mundiais Indoor de 1985.
Ele também competiu no Campeonato Mundial de 1987, mas não conseguiu chegar à final.